# 越恰错
越恰错（藏語：ཡོ་ཆགས་མཚོ，威利转写：yo chags mtsho，THL：Yochak Tso）位于中国西藏自治区那曲市申扎县境内，地处申扎县南部，巴扎乡政府驻地以南。湖面海拔4812米，面积62.2平方公里。湖区年均气温0～2℃，年均降水量300～350毫米。湖水主要靠地表径流补给，湖水经东北部的巴扎郎牛河注入申扎臧布。滨湖地区水草丰茂，为天然牧场。